# Heteropoda bivittata
Heteropoda bivittata är en spindelart som beskrevs av Tord Tamerlan Teodor Thorell 1877. Heteropoda bivittata ingår i släktet Heteropoda och familjen jättekrabbspindlar.
Artens utbredningsområde är Sulawesi. Inga underarter finns listade i Catalogue of Life.